# Freud, passions secrètes
Pour plus de détails, voir Fiche technique et Distribution.
Freud, passions secrètes (Freud: The Secret Passion ou Freud) est un film américain réalisé par John Huston, sorti en 1962.

## Synopsis
Le jeune Sigmund Freud se rend à Paris pour rencontrer le professeur Charcot, dont les travaux sur l'hypnose l'intéressent. Revenu à Vienne, il poursuit ses propres recherches, malgré l'opposition de son entourage. Seul le docteur Breuer le soutient. La psychanalyse devient donc pour lui une méthode de traitement des troubles,.

## Fiche technique
- Titre : Freud, passions secrètes
- Titre original : Freud: The Secret Passion
- Titre original alternatif : Freud
- Réalisation : John Huston
- Scénario :
  - Crédités : Wolfgang Reinhardt et Charles Kaufman, d'après une histoire de ce dernier
  - Non crédités : John Huston et Jean-Paul Sartre
- Producteurs : Wolfgang Reinhardt et George Golitzin (associé)
- Société de production et de distribution : Universal Pictures
- Directeur de la photographie : Douglas Slocombe
- Directeur artistique : Stephen B. Grime
- Costumes : Doris Langley Moore
- Musique : Jerry Goldsmith
- Montage : Ralph Kemplen
- Genre : Film biographique
- Noir et blanc - 139 min
- Date de sortie :
  - États-Unis : 12 décembre 1962

## Distribution
- Montgomery Clift  (V.F : Roger Rudel) : Sigmund Freud
- Susannah York  (V.F : Janine Freson) : Cecily Koertner
- Larry Parks  (V.F : Louis Arbessier) : Le docteur Josef Breuer
- Susan Kohner  (V.F : Claire Guibert) : Martha Freud
- Eileen Herlie : Frau Ida Koertner
- Joseph Fürst : Jacob Koertner
- Fernand Ledoux  (V.F : Lui-même) : Le professeur Jean-Martin Charcot
- David McCallum  (V.F : Dominique Paturel) : Carl von Schloessen
- Rosalie Crutchley : Frau Freud
- David Kossoff : Jacob Freud
- Eric Portman  (V.F : Raymond Loyer) : Le docteur Theodore Meynert
- Alexander Mango : Le professeur Joseph Babinski
- Leonard Sachs : Brouhardier

Et, parmi les acteurs non crédités :
- Victor Beaumont : Le docteur Guber
- Allan Cuthbertson : Wilkie
- John Huston (voix) (V.F : Roland Menard)  : Le narrateur
- Elisabeth Neumann-Viertel : Mme Bernays, la mère de Martha
- Maria Perschy : Magda
- Moira Redmond : Nora Wimmer
- Stefan Schnabel : Le président du congrès médical à Vienne
- Friedrich von Ledebur

## Autour du film
- Le tournage du film fut extrêmement compliqué, car la santé de Montgomery Clift se dégradait de plus en plus. Souffrant de la thyroïde, puis victime de la cataracte, l'acteur avait beaucoup de mal à remplir ses obligations. Excédé sur le coup, John Huston admit tout de même plus tard : « En fin de compte, je pense que son interprétation était remarquable. Freud était lui-même un homme qui reconnaissait sa névrose. (...) J'avais au moins un acteur également torturé. Ce fut l'expérience la plus difficile que j'ai eue avec un acteur. »
- L'écriture du scénario fut difficile : John Huston y collabora (bien que non crédité à ce titre), ainsi que Jean-Paul Sartre (qui lui refusera d'être crédité).